# Olympische Sommerspiele 1948/Teilnehmer (Finnland)
| Gelbes Symbol für Goldmedaillen mit stilisierten Olympischen Ringen | Graues Symbol für Silbermedaillen mit stilisierten Olympischen Ringen | Braundes Symbol für Bronzemedaillen mit stilisierten Olympischen Ringen |
| ------------------------------------------------------------------- | --------------------------------------------------------------------- | ----------------------------------------------------------------------- |
| 8                                                                   | 7                                                                     | 5                                                                       |

Finnland nahm an den Olympischen Sommerspielen 1948 in London mit einer Delegation von 129 Athleten (123 Männer und 6 Frauen) an 84 Wettkämpfen in 16 Wettbewerben teil.
Die finnischen Sportler gewannen acht Gold-, sieben Silber- und fünf Bronzemedaillen. Damit belegte Finnland im Medaillenspiegel den sechsten Platz. Olympiasieger wurden der Leichtathlet Tapio Rautavaara im Speerwurf, der Ringer Lennart Viitala im Freistil-Fliegengewicht und die Turner Heikki Savolainen, Veikko Huhtanen und Paavo Aaltonen mit geteiltem Sieg am Seitpferd, Veikko Huhtanen im Einzelmehrkampf, Paavo Aaltonen am Pferdsprung sowie Heikki Savolainen, Veikko Huhtanen, Paavo Aaltonen, Kalevi Laitinen, Olavi Rove, Aleksanteri Saarvala, Sulo Salmi und Einari Teräsvirta im Mannschaftsmehrkampf. Bei den Kunstwettbewerben sicherten sich der Architekt Yrjö Lindegren und die Dichterin Aale Tynni weitere Goldmedaillen, diese zählen jedoch nicht zum offiziellen Medaillenspiegel.
Fahnenträger bei der Eröffnungsfeier war der Leichtathlet Hannes Sonck.

## Teilnehmer nach Sportarten

### Boxen
- Olli Lehtinen
Fliegengewicht: in der 1. Runde ausgeschieden

- Olavi Ouvinen
Bantamgewicht: im Achtelfinale ausgeschieden

- Matti Tammelin
Federgewicht: in der 1. Runde ausgeschieden

- Tauno Rinkinen
Leichtgewicht: in der 1. Runde ausgeschieden

- Valle Resko
Mittelgewicht: in der 1. Runde ausgeschieden

- Harry Siljander
Halbschwergewicht: im Viertelfinale ausgeschieden

### Fechten
Männer
- Kauko Jalkanen
Florett: in der 1. Runde ausgeschieden
Säbel: in der 1. Runde ausgeschieden
Florett Mannschaft: im Viertelfinale ausgeschieden
Degen Mannschaft: in der 1. Runde ausgeschieden

- Heikki Raitio
Florett: in der 1. Runde ausgeschieden
Florett Mannschaft: im Viertelfinale ausgeschieden

- Nils Sjöblom
Degen: im Viertelfinale ausgeschieden
Säbel: in der 1. Runde ausgeschieden
Florett Mannschaft: im Viertelfinale ausgeschieden
Degen Mannschaft: in der 1. Runde ausgeschieden

- Erkki Kerttula
Degen: in der 1. Runde ausgeschieden
Säbel: in der 1. Runde ausgeschieden
Florett Mannschaft: im Viertelfinale ausgeschieden
Degen Mannschaft: in der 1. Runde ausgeschieden

- Ilmari Vartia
Degen: in der 1. Runde ausgeschieden
Degen Mannschaft: in der 1. Runde ausgeschieden

- Olavi Larkas
Degen Mannschaft: in der 1. Runde ausgeschieden

### Gewichtheben
- Einar Sundström
Bantamgewicht: 14. Platz

- Pentti Kotvio
Bantamgewicht: 18. Platz

- Frank Teräskari
Leichtgewicht: 15. Platz

- Juhani Vellamo
Halbschwergewicht: 7. Platz

### Kanu
Männer
- Harry Åkerfelt
Einer-Kajak 1000 m: 6. Platz

- Kurt Wires
Einer-Kajak 10.000 m: Silber

- Ture Axelsson
Zweier-Kajak 1000 m: Bronze 
Zweier-Kajak 10.000 m: Bronze

- Nils Björklöf
Zweier-Kajak 1000 m: Bronze 
Zweier-Kajak 10.000 m: Bronze

Frauen
- Sylvi Saimo
Einer-Kajak 500 m: 6. Platz

### Kunstwettbewerbe
- Kalervo Tuukkanen
- Wäinö Aaltonen
- Heikki Asunta
- Einar Englund
- Yrjö Lindegren
Städtebauliche Entwürfe: Gold

- Aale Tynni
Lyrische Werke: Gold

- Ilmari Niemeläinen
Städtebauliche Entwürfe: Bronze

### Leichtathletik
Männer
- Olavi Talja
400 m: im Vorlauf ausgeschieden
4-mal-400-Meter-Staffel: 4. Platz

- Tauno Suvanto
400 m: im Vorlauf ausgeschieden
4-mal-400-Meter-Staffel: 4. Platz

- Runar Holmberg
400 m: im Vorlauf ausgeschieden
4-mal-400-Meter-Staffel: 4. Platz

- Denis Johansson
1500 m: 12. Platz

- Olavi Luoto
1500 m: im Vorlauf ausgeschieden

- Väinö Koskela
5000 m: 7. Platz

- Väinö Mäkelä
5000 m: 8. Platz

- Helge Perälä
5000 m: 11. Platz

- Salomon Könönen
10.000 m: 9. Platz

- Viljo Heino
10.000 m: Rennen nicht beendet
Marathon: 11. Platz

- Evert Heinström
10.000 m: Rennen nicht beendet

- Jussi Kurikkala
Marathon: 13. Platz

- Mikko Hietanen
Marathon: Rennen nicht beendet

- Bertel Storskrubb
400 m Hürden: im Halbfinale ausgeschieden
4-mal-400-Meter-Staffel: 4. Platz

- Pentti Siltaloppi
3000 m Hindernis: 5. Platz

- Aarne Kainlauri
3000 m Hindernis: 10. Platz

- Paavo Toivari
3000 m Hindernis: im Vorlauf ausgeschieden

- Kuuno Honkonen
Hochsprung: 17. Platz

- Nils Nicklén
Hochsprung: ohne gültigen Versuch im Finale

- Erkki Kataja
Stabhochsprung: Silber

- Valto Olenius
Stabhochsprung: 7. Platz

- Valle Rautio
Dreisprung: 6. Platz

- Yrjö Lehtilä
Kugelstoßen: 6. Platz

- Jaakko Jouppila
Kugelstoßen: 7. Platz

- Veikko Nyqvist
Diskuswurf: 6. Platz

- Arvo Huutoniemi
Diskuswurf: 9. Platz

- Lauri Tamminen
Hammerwurf: 5. Platz

- Reino Kuivamäki
Hammerwurf: 14. Platz

- Tapio Rautavaara
Speerwurf: Gold

- Pauli Vesterinen
Speerwurf: 4. Platz

- Soini Nikkinen
Speerwurf: 12. Platz

- Yrjö Mäkelä
Zehnkampf: 13. Platz

- Hannes Sonck
Zehnkampf: 17. Platz

Frauen
- Mirja Jämes
80 m Hürden: im Vorlauf ausgeschieden

- Kyllikki Naukkarinen
80 m Hürden: im Vorlauf ausgeschieden

- Kaisa Parviainen
Weitsprung: 13. Platz
Speerwurf: Silber

### Moderner Fünfkampf
- Lauri Vilkko
Einzel: 4. Platz

- Olavi Larkas
Einzel: 5. Platz

- Viktor Platan
Einzel: 10. Platz

### Radsport
- Paul Backman
Straßenrennen: Rennen nicht beendet
Straße Mannschaftswertung: Rennen nicht beendet

- Torvald Högström
Straßenrennen: Rennen nicht beendet
Straße Mannschaftswertung: Rennen nicht beendet
Bahn 4000 m Mannschaftsverfolgung: in der 2. Runde ausgeschieden

- Erkki Koskinen
Straßenrennen: Rennen nicht beendet
Straße Mannschaftswertung: Rennen nicht beendet
Bahn 4000 m Mannschaftsverfolgung: in der 2. Runde ausgeschieden

- Onni Kasslin
Bahn 1000 m Zeitfahren: 10. Platz
Bahn 4000 m Mannschaftsverfolgung: in der 2. Runde ausgeschieden

- Paavo Kuusinen
Bahn 4000 m Mannschaftsverfolgung: in der 2. Runde ausgeschieden

### Reiten
- Tauno Rissanen
Springreiten: 23. Platz

- Veikko Vartiainen
Springreiten: ausgeschieden

- Adolf Ehrnrooth
Vielseitigkeit: 20. Platz
Vielseitigkeit Mannschaft: ausgeschieden

- Mauno Roiha
Vielseitigkeit: 28. Platz
Vielseitigkeit Mannschaft: ausgeschieden

- Arvo Haanpää
Vielseitigkeit: ausgeschieden
Vielseitigkeit Mannschaft: ausgeschieden

### Ringen
- Reino Kangasmäki
Fliegengewicht, griechisch-römisch: Bronze

- Taisto Lempinen
Bantamgewicht, griechisch-römisch: 4. Platz

- Erkki Talosela
Federgewicht, griechisch-römisch: 6. Platz

- Eino Virtanen
Leichtgewicht, griechisch-römisch: 6. Platz

- Veikko Männikkö
Weltergewicht, griechisch-römisch: 4. Platz

- Juho Kinnunen
Mittelgewicht, griechisch-römisch: 6. Platz

- Kelpo Gröndahl
Halbschwergewicht, griechisch-römisch: Silber

- Taisto Kangasniemi
Schwergewicht, griechisch-römisch: 4. Platz

- Lennart Viitala
Fliegengewicht, Freistil: Gold

- Erkki Johansson
Bantamgewicht, Freistil: in der 3. Runde ausschieden

- Paavo Hietala
Federgewicht, Freistil: 4. Platz

- Sulo Leppänen
Leichtgewicht, Freistil: 6. Platz

- Aleksanteri Keisala
Weltergewicht, Freistil: in der 2. Runde ausschieden

- Paavo Sepponen
Mittelgewicht, Freistil: 5. Platz

- Pekka Mellavuo
Halbschwergewicht, Freistil: in der 2. Runde ausschieden

### Rudern
- Veikko Lommi
Vierer mit Steuermann: im Viertelfinale ausgeschieden

- Helge Forsberg
Vierer mit Steuermann: im Viertelfinale ausgeschieden

- Oiva Lommi
Vierer mit Steuermann: im Viertelfinale ausgeschieden

- Osrik Forsberg
Vierer mit Steuermann: im Viertelfinale ausgeschieden

- Veli Autio
Vierer mit Steuermann: im Viertelfinale ausgeschieden

### Schießen
- Leo Ravilo
Schnellfeuerpistole 25 m: 5. Platz

- Väinö Heusala
Schnellfeuerpistole 25 m: 6. Platz

- Jaakko Rintanen
Schnellfeuerpistole 25 m: 29. Platz

- Eino Saarnikko
Freie Pistole 50 m: 10. Platz

- Klaus Lahti
Freie Pistole 50 m: 19. Platz

- Väinö Skarp
Freie Pistole 50 m: 20. Platz

- Pauli Janhonen
Freies Gewehr Dreistellungskampf 300 m: Silber

- Olavi Elo
Freies Gewehr Dreistellungskampf 300 m: 5. Platz

- Kullervo Leskinen
Freies Gewehr Dreistellungskampf 300 m: 6. Platz

- Albert Ravila
Kleinkalibergewehr liegend 50 m: 7. Platz

- Veijo Kaakinen
Kleinkalibergewehr liegend 50 m: 14. Platz

- Onni Hynninen
Kleinkalibergewehr liegend 50 m: 16. Platz

### Schwimmen
Frauen
- Margit Leskinen
200 m Brust: im Halbfinale ausgeschieden

### Segeln
- Eric Palmgren
Finn-Dinghy: 15. Platz

- René Nyman
Star: 12. Platz

- Christian Ilmoni
Star: 12. Platz

- Rainer Packalén
Drachen: 6. Platz

- Aatos Hirvisalo
Drachen: 6. Platz

- Niilo Orama
Drachen: 6. Platz

- Ernst Westerlund
6-Meter-Klasse: 9. Platz

- Rote Hellström
6-Meter-Klasse: 9. Platz

- Ragnar Jansson
6-Meter-Klasse: 9. Platz

- Adolf Konto
6-Meter-Klasse: 9. Platz

- Rolf Turkka
6-Meter-Klasse: 9. Platz

- Valo Urho
6-Meter-Klasse: 9. Platz

### Turnen
Männer
- Veikko Huhtanen
Einzelmehrkampf: Gold 
Boden: 34. Platz
Pferdsprung: 6. Platz
Barren: Silber 
Reck: Bronze 
Ringe: 11. Platz
Seitpferd: Gold 
Mannschaftsmehrkampf: Gold

- Paavo Aaltonen
Einzelmehrkampf: Bronze 
Boden: 29. Platz
Pferdsprung: Gold 
Barren: 7. Platz
Reck: 12. Platz
Ringe: 17. Platz
Seitpferd: Gold 
Mannschaftsmehrkampf: Gold

- Kalevi Laitinen
Einzelmehrkampf: 8. Platz
Boden: 13. Platz
Pferdsprung: 10. Platz
Barren: 16. Platz
Reck: 14. Platz
Ringe: 16. Platz
Seitpferd: 19. Platz
Mannschaftsmehrkampf: Gold

- Olavi Rove
Einzelmehrkampf: 10. Platz
Boden: 47. Platz
Pferdsprung: Silber 
Barren: 10. Platz
Reck: 24. Platz
Ringe: 9. Platz
Seitpferd: 23. Platz
Mannschaftsmehrkampf: Gold

- Einari Teräsvirta
Einzelmehrkampf: 12. Platz
Boden: 47. Platz
Pferdsprung: 7. Platz
Barren: 12. Platz
Reck: 8. Platz
Ringe: 27. Platz
Seitpferd: 18. Platz
Mannschaftsmehrkampf: Gold

- Heikki Savolainen
Einzelmehrkampf: 14. Platz
Boden: 58. Platz
Pferdsprung: 48. Platz
Barren: 6. Platz
Reck: 29. Platz
Ringe: 8. Platz
Seitpferd: Gold 
Mannschaftsmehrkampf: Gold

- Aleksanteri Saarvala
Einzelmehrkampf: 17. Platz
Boden: 67. Platz
Pferdsprung: 40. Platz
Barren: 24. Platz
Reck: 4. Platz
Ringe: 17. Platz
Seitpferd: 8. Platz
Mannschaftsmehrkampf: Gold

- Sulo Salmi
Einzelmehrkampf: 31. Platz
Boden: 79. Platz
Pferdsprung: 8. Platz
Barren: 31. Platz
Reck: 15. Platz
Ringe: 17. Platz
Seitpferd: 45. Platz
Mannschaftsmehrkampf: Gold

### Wasserspringen
- Ilmari Niemeläinen
10 m Turmspringen: 19. Platz